# Shahzodbek Nurmatov
Shahzodbek Nurmatov (sinh ngày 18 tháng 9 năm 1991) là một cầu thủ bóng đá người Uzbekistan thi đấu ở vị trí tiền đạo cho Bunyodkor ở Giải bóng đá vô địch quốc gia Uzbekistan.

## Sự nghiệp
Trước khi gia nhập Metallurg Bekabad năm 2011, Nurmatov thi đấu cho FK Dinamo Samarqand. Anh là một trong những cầu thủ dẫn đầu và ghi nhiều bàn thắng nhất cho Metallurg trong các mùa giải gần đây. Ngày 14 tháng 9 năm 2013 anh lập hat-trick trong trận Metallurg – FK Guliston với tỉ số 5:3. Năm 2013–2015 anh luôn là cầu thủ ghi nhiều bàn nhất cho câu lạc bộ, khi ghi 9 bàn thắng 9, 8 bàn và 10 bàn cho Metallurg.
Ngày 2 tháng 1 năm 2015 có thông báo rằng Nurmatov đã chuyển đến Bunyodkor.

## Quốc tế
Anh ra mắt chính thức cho đội tuyển quốc gia ngày 20 tháng 8 năm 2014 ở Baku trong trận giao hữu trước Azerbaijan với tỉ số hòa 0-0.

## Thống kê sự nghiệp

### Câu lạc bộ
Tính đến 22 tháng 11 năm 2015
| Câu lạc bộ          | Mùa giải            | Giải vô địch | Giải vô địch | Cúp     | Cúp       | AFC     | AFC       | Tổng    | Tổng      |
| Câu lạc bộ          | Mùa giải            | Số trận      | Bàn thắng    | Số trận | Bàn thắng | Số trận | Bàn thắng | Số trận | Bàn thắng |
| ------------------- | ------------------- | ------------ | ------------ | ------- | --------- | ------- | --------- | ------- | --------- |
| FK Dinamo Samarqand | 2011                | 9            | 0            | 0       | 0         | -       | -         | 9       | 0         |
| FK Dinamo Samarqand | Tổng                | 9            | 0            | 0       | 0         | -       | -         | 9       | 0         |
| Metallurg Bekabad   | 2011                | 6            | 0            | 0       | 0         | -       | -         | 6       | 0         |
| Metallurg Bekabad   | 2012                | 26           | 8            | 3       | 1         | -       | -         | 29      | 9         |
| Metallurg Bekabad   | 2013                | 20           | 9            | 0       | 0         | -       | -         | 20      | 9         |
| Metallurg Bekabad   | 2014                | 21           | 8            | -       | -         | -       | -         | 20      | 8         |
| Metallurg Bekabad   | 2015                | 26           | 10           | 3       | 2         | -       | -         | 29      | 12        |
| Metallurg Bekabad   | Tổng                | 99           | 35           | 6       | 4         | -       | -         | 105     | 39        |
| Tổng cộng sự nghiệp | Tổng cộng sự nghiệp | 108          | 35           | 6       | 4         | –       | –         | 114     | 39        |